# Maliye Piyango SK
Maliye Piyango SK – turecki męski klub siatkarski, powstały w 1995 r. w Ankarze. Od sezonu 2019/2020 klub nosi nazwę Spor Toto.

## Bilans sezonów
| Sezon     | Rozgrywki ligowe                  | Rozgrywki ligowe | Puchar Turcji | Puchary europejskie                    |
| Sezon     | Poziom                            | Miejsce          | Puchar Turcji | Puchary europejskie                    |
| --------- | --------------------------------- | ---------------- | ------------- | -------------------------------------- |
| 2008/2009 | Efeler Ligi                       | 7. miejsce       |               |                                        |
| 2009/2010 | Aroma 1. Lig Erkek                | 8. miejsce       |               |                                        |
| 2010/2011 | Aroma 1. Lig Erkek                | 8. miejsce       |               |                                        |
| 2011/2012 | Aroma 1. Lig Erkek                | 4. miejsce       | 1/8 finału    |                                        |
| 2012/2013 | Acıbadem Erkekler 1.Ligi          | 4. miejsce       | 1/8 finału    | Puchar CEV - półfinał                  |
| 2013/2014 | Acıbadem Erkekler 1.Ligi          | 6. miejsce       | półfinał      | Puchar CEV - runda challenge           |
| 2014/2015 | Türkiye Erkekler Voleybol 1. Ligi | 7. miejsce       | faza grupowa  | Puchar Challenge - ćwierćfinał         |
| 2015/2016 | Türkiye Erkekler Voleybol 1. Ligi | 7. miejsce       |               |                                        |
| 2016/2017 | Efeler Ligi                       | 5. miejsce       | ćwierćfinał   |                                        |
| 2017/2018 | Efeler Ligi                       | 5. miejsce       | finał         | Puchar Challenge - półfinał            |
| 2018/2019 | Efeler Ligi                       | 5. miejsce       | ćwierćfinał   | Puchar Challenge - 1/8 finału          |
| 2019/2020 | Efeler Ligi                       | –                | –             | Puchar Challenge - awans do 1/2 finału |
| 2020/2021 | AXA Sigorta Efeler Ligi           | 6. miejsce       | 1. miejsce    | Puchar CEV - 1/8 finału                |

Poziom rozgrywek:
     pierwszy poziom

## Sukcesy
Puchar Turcji:
- 2021

## Kadra

### Sezon 2021/2022[1]
| Nr | Imię i nazwisko       | Data ur. | Wzrost | Pozycja      |
| -- | --------------------- | -------- | ------ | ------------ |
| 1  | Muhammed Aray         | 2003     | 170    | libero       |
| 2  | Vefa Yılmaz           | 1982     | 189    | rozgrywający |
| 3  | Selcan Yüksel Bıdak   | 1994     | 203    | środkowy     |
| 5  | Baturalp Burak Güngör | 1993     | 189    | przyjmujący  |
| 6  | Kemal Kayhan          | 1983     | 200    | środkowy     |
| 7  | Kawika Shoji          | 1987     | 190    | rozgrywający |
| 8  | Oguzhan Dogruluk      | 1998     | 198    | przyjmujący  |
| 9  | Çağatay Durmaz        | 1994     | 200    | środkowy     |
| 10 | Ali Deniz Yilmaz      | 1999     | 190    | przyjmujący  |
| 11 | Doğan Karakoç         | 2005     | 200    | atakujący    |
| 12 | Morteza Szarifi       | 1999     | 193    | przyjmujący  |
| 13 | Mert Matıç            | 1995     | 208    | środkowy     |
| 17 | Paul Buchegger        | 1996     | 206    | atakujący    |
| 18 | Ramazan Serkan Kılıç  | 1984     | 188    | libero       |

### Sezon 2020/2021
| Nr | Imię i nazwisko     | Data ur. | Wzrost | Pozycja      |
| -- | ------------------- | -------- | ------ | ------------ |
| 1  | Ali Deniz Yilmaz    | 1999     | 190    | przyjmujący  |
| 3  | Selcan Yüksel Bıdak | 1994     | 203    | środkowy     |
| 4  | Deniz İvgen         | 1998     | 185    | libero       |
| 5  | Oğulcan Yatgın      | 1997     | 202    | rozgrywający |
| 6  | Kemal Kayhan        | 1983     | 200    | środkowy     |
| 7  | Thiago Gelinski     | 1987     | 196    | rozgrywający |
| 8  | Wallace de Souza    | 1987     | 198    | atakujący    |
| 9  | Murat Tokgöz        | 1984     | 190    | libero       |
| 10 | Nicolas Bruno       | 1989     | 187    | przyjmujący  |
| 11 | İbrahim Emet        | 1986     | 207    | środkowy     |
| 16 | Amel Dautefendic    | 1999     | 205    | środkowy     |
| 17 | Rıfat Kantarcıoğlu  | 1997     | 198    | atakujący    |
| 18 | Kadir Cin           | 1987     | 204    | przyjmujący  |
| 19 | Leonardo Nascimento | 1995     | 200    | przyjmujący  |

### Sezon 2019/2020
| Nr | Imię i nazwisko                 | Data ur. | Wzrost | Pozycja      |
| -- | ------------------------------- | -------- | ------ | ------------ |
| 1  | Nicolas Bruno                   | 1989     | 187    | przyjmujący  |
| 2  | Lincoln Williams                | 1993     | 200    | atakujący    |
| 3  | Selcan Yüksel Bıdak             | 1994     | 203    | środkowy     |
| 4  | Deniz Ivgen                     | 1998     | 188    | libero       |
| 5  | Ali Deniz Yilmaz                | 1999     | 190    | przyjmujący  |
| 6  | Kemal Kayhan                    | 1983     | 200    | środkowy     |
| 7  | Thiago Gelinski                 | 1987     | 196    | rozgrywający |
| 9  | Murat Tokgöz                    | 1984     | 190    | libero       |
| 10 | Arslan Ekşi                     | 1985     | 199    | rozgrywający |
| 12 | Fatih Eren Ugur                 | 1990     | 202    | środkowy     |
| 17 | Ahmet Tümer                     | 2001     | 195    | środkowy     |
| 18 | Kadir Cin                       | 1987     | 204    | przyjmujący  |
| 19 | Leonardo Ferreira do Nascimento | 1995     | 200    | przyjmujący  |

### Sezon 2018/2019
| Nr | Imię i nazwisko      | Data ur. | Wzrost | Pozycja      |
| -- | -------------------- | -------- | ------ | ------------ |
| 1  | Aslan Ekşi           | 1989     | 190    | rozgrywający |
| 3  | Selcan Yüksel Bıdak  | 1994     | 203    | środkowy     |
| 4  | Deniz Ivgen          | 1998     | 188    | libero       |
| 5  | Iwan Kolew           | 1987     | 197    | przyjmujący  |
| 7  | Osman Cagatay Durmaz | 1996     | 198    | środkowy     |
| 8  | Halil İbrahim Yücel  | 1989     | 195    | przyjmujący  |
| 9  | Georgi Seganow       | 1993     | 198    | rozgrywający |
| 10 | Nicolas Bruno        | 1989     | 187    | przyjmujący  |
| 11 | Sabit Karaağaç       | 1987     | 202    | środkowy     |
| 13 | Jhon Wendt           | 1994     | 198    | atakujący    |
| 14 | Ali Berke Sagir      | 1993     | 198    | atakujący    |
| 15 | Murat Tokgöz         | 1984     | 190    | libero       |
| 17 | Görkem Sertel        | 1992     | 208    | środkowy     |
| 18 | Ali Deniz Yilmaz     | 1999     | 190    | przyjmujący  |

### Sezon 2017/2018
| Nr | Imię i nazwisko     | Data ur. | Wzrost | Pozycja      |
| -- | ------------------- | -------- | ------ | ------------ |
| 1  | Aslan Ekşi          | 1989     | 190    | rozgrywający |
| 3  | Selcan Yüksel Bıdak | 1994     | 203    | środkowy     |
| 4  | Antti Siltala       | 1984     | 193    | przyjmujący  |
| 5  | Deniz Ivgen         | 1998     | 188    | libero       |
| 6  | Ǵorǵi Ǵorǵiev       | 1992     | 197    | rozgrywający |
| 7  | Fatih Uslu          | 1998     | 190    | atakujący    |
| 8  | Halil İbrahim Yücel | 1989     | 195    | przyjmujący  |
| 9  | Oliver Venno        | 1990     | 210    | atakujący    |
| 10 | Kemal Kayhan        | 1983     | 200    | środkowy     |
| 11 | Murat Karakaya      | 1987     | 193    | przyjmujący  |
| 14 | Ömer Furkan Dur     | 1994     | 205    | środkowy     |
| 15 | Murat Tokgöz        | 1984     | 190    | przyjmujący  |
| 17 | Mihajlo Stanković   | 1993     | 200    | przyjmujący  |
| 18 | Uğur Güneş          | 1993     | 203    | środkowy     |

### Sezon 2016/2017
| Nr | Imię i nazwisko     | Data ur. | Wzrost | Pozycja      |
| -- | ------------------- | -------- | ------ | ------------ |
| 1  | Metin Yesiloz Sefer | 1990     | 204    | środkowy     |
| 3  | Selcan Yüksel Bıdak | 1994     | 203    | środkowy     |
| 4  | Deniz Ivgen         | 1998     | 188    | libero       |
| 5  | Antti Siltala       | 1984     | 193    | przyjmujący  |
| 6  | Ǵorǵi Ǵorǵiev       | 1992     | 197    | rozgrywający |
| 8  | İzzet Ünver         | 1992     | 191    | przyjmujący  |
| 9  | Oliver Venno        | 1990     | 210    | atakujący    |
| 10 | Muhammet Ertuğrul   | 1989     | 196    | środkowy     |
| 11 | Samet Gümüş         | 1994     | 198    | przyjmujący  |
| 14 | Ceyhun Tendar       | 1987     | 187    | rozgrywający |
| 15 | Murat Tokgöz        | 1984     | 190    | przyjmujący  |
| 16 | Ufuk Minici         | 1991     | 202    | atakujący    |
| 17 | Mihajlo Stanković   | 1993     | 200    | przyjmujący  |
| 18 | Uğur Güneş          | 1993     | 203    | środkowy     |

### Sezon 2015/2016
| Nr | Imię i nazwisko       | Data ur. | Wzrost | Pozycja      |
| -- | --------------------- | -------- | ------ | ------------ |
| 1  | Alperay Demirciler    | 1993     | 178    | libero       |
| 3  | Selcan Yüksel Bıdak   | 1994     | 203    | środkowy     |
| 4  | Furkan Gök            | 1998     | 191    | rozgrywający |
| 5  | İbrahim Ersin Başaran | 1985     | 205    | środkowy     |
| 6  | Ǵorǵi Ǵorǵiev         | 1992     | 197    | rozgrywający |
| 7  | Andaç Kapan           | 1990     | 196    | atakujący    |
| 8  | Ivan Borovnjak        | 1988     | 202    | przyjmujący  |
| 9  | Serhat Coşkun         | 1987     | 198    | atakujący    |
| 10 | Batı Kayhan           | 1996     | 192    | przyjmujący  |
| 11 | Samet Gümüş           | 1994     | 198    | przyjmujący  |
| 12 | Stanisław Petkow      | 1987     | 202    | atakujący    |
| 15 | Murat Tokgöz          | 1984     | 190    | przyjmujący  |
| 16 | Fatih Ulusoy          | 1980     | 208    | środkowy     |
| 20 | Osmany Uriarte Mestre | 1995     | 197    | przyjmujący  |

### Sezon 2014/2015
| Nr | Imię i nazwisko     | Data ur. | Wzrost | Pozycja      |
| -- | ------------------- | -------- | ------ | ------------ |
| 1  | Caner Çiçekoğlu     | 1985     | 190    | rozgrywający |
| 2  | Bram Van den Dries  | 1989     | 206    | atakujący    |
| 3  | Vefa Yılmaz         | 1982     | 190    | rozgrywający |
| 4  | Murathan Kısal      | 1989     | 197    | środkowy     |
| 5  | Selcan Yüksel Bıdak | 1994     | 203    | środkowy     |
| 7  | Xavier Kapfer       | 1981     | 191    | przyjmujący  |
| 8  | Gazmend Husaj       | 1987     | 200    | przyjmujący  |
| 9  | Murat Tokgöz        | 1984     | 190    | przyjmujący  |
| 10 | Andaç Kapan         | 1990     | 196    | atakujący    |
| 11 | Samet Gümüş         | 1994     | 198    | przyjmujący  |
| 13 | İnan Kurt           | 1988     | 188    | libero       |
| 17 | Ender Kıdoğlu       | 1978     | 196    | przyjmujący  |
| 18 | Burak Hascan        | 1977     | 200    | środkowy     |

### Sezon 2013/2014
| Nr | Imię i nazwisko  | Data ur. | Wzrost | Pozycja      |
| -- | ---------------- | -------- | ------ | ------------ |
| 1  | Niyazi Durmaz    | 1983     | 200    | środkowy     |
| 2  | Gökhan Çatal     | 1990     | 192    | rozgrywający |
| 3  | Ersin Durgut     | 1982     | 208    | atakujący    |
| 4  | Marcus Popp      | 1981     | 192    | przyjmujący  |
| 5  | Faik Yaz         | 1984     | 198    | przyjmujący  |
| 7  | Nikola Ǵorǵiev   | 1988     | 196    | atakujący    |
| 8  | Ahmet Arslan     | 1990     | 203    | przyjmujący  |
| 9  | Dejan Vinčić     | 1986     | 202    | rozgrywający |
| 10 | Faik Samet Güneş | 1993     | 203    | środkowy     |
| 13 | İnan Kurt        | 1988     | 188    | libero       |
| 14 | Hasan Mermer     | 1994     | 197    | przyjmujący  |
| 15 | Murat Tokgöz     | 1984     | 190    | przyjmujący  |
| 17 | Mustafa Kırıcı   | 1982     | 194    | przyjmujący  |
| 18 | Burak Hascan     | 1977     | 200    | środkowy     |

### Sezon 2012/2013
| Nr | Imię i nazwisko | Data ur. | Wzrost | Pozycja      |
| -- | --------------- | -------- | ------ | ------------ |
| 1  | Burak Hascan    | 1977     | 200    | środkowy     |
| 2  | Barış Hamaz     | 1976     | 198    | środkowy     |
| 3  | Fatih Eren Uğur | 1990     | 201    | środkowy     |
| 4  | İbrahim Emet    | 1986     | 207    | środkowy     |
| 5  | Vefa Yılmaz     | 1982     | 190    | rozgrywający |
| 6  | Gökhan Çatal    | 1990     | 192    | rozgrywający |
| 7  | Nikola Ǵorǵiev  | 1988     | 196    | atakujący    |
| 8  | Çağlar Dayı     | 1980     | 192    | atakujący    |
| 9  | Murat Tokgöz    | 1984     | 190    | przyjmujący  |
| 10 | Kerem Can Acar  | 1992     | 195    | przyjmujący  |
| 11 | Miloš Vemić     | 1987     | 202    | przyjmujący  |
| 12 | Marko Ivović    | 1990     | 194    | przyjmujący  |
| 13 | Akif Gürgen     | 1977     | 190    | libero       |